# كلو بروس
كلو بروس هي رياضية بريطانية متخصصة في فنون القتال، ولدت عام 1983، بدأت كلو تدريبها في سن الثامنة بعد مشاهدة تدريب أخيها. بدأت مع رياضة تانغ سو دو، وفي سن التاسعة قيل لها إن مستواها أعلى من المتوسط، وعندما أصبح عمرها 10 سنوات شاركت بالمنافسات وفازت بلقب WKA British Champion وفي سن الثانية عشر، اختيرَت لتمثل بريطانيا في بطولة العالم وفازت بالعديد من الألقاب، وفي سن الـ 13 أصبحت بالفعل بطلة العالم. وبسبب جمالها ومهارتها ظهرت على العديد من أغلفة المجلات. تملك كلو بروس حاليا 2 دان في الحزام الأسود في رياضة تانغ سو دو الكورية، كما أنها من ذوي المهارات العالية في الكيك بوكسينغ، وفنون الدفاع عن النفس، والجمباز.
وعلى مر السنين فازت كلو بالكثير من الألقاب حيث فازت في فيفري 2001  بلقب Irish Open Champion، وفي عام 2001 فازت بلقب French Freestyle and Weapons Champion، وفي 1998-2000م، فازت بلقب Swiss Open Champion، بالإضافة إلى العديد من الألقاب الأخرى. في عام 2000 أصبحت كلو بروس نجمة مشهورة وسافرت حول العالم كله لتظهر مع مختلف الفرق التجريبية، عملت مع دانيال ستيرلينغ ومايك تشات كما ظهرت في مختلف أشرطة الفيديو والموسيقى. في عام 2003 أصبحت كلو ممثلة محترفة.

## المهارات
- تانغ سو دو - إكستريم فنون الدفاع عن النفس.
- الحزام الأسود 4 دان في تانغ سو دو.
- مؤهل مدرب فنون الدفاع عن النفس.
- مؤهل SPA متسلق الصخور.
- مؤهل PADI الغوص ماستر.
- خبير الأسلحة.
- عرض الرقصات.
- تجربة التقاط الحركة.

## الإنجازات
حصلت على العديد من الألقاب منها:
- WKA World Champion.
- WKA British Champion.
- WKA European Champion.
- WAKO British Champion.
- French Open Champion.
- Irish Open Champion.
- Quebec Open Champion.
- Swiss Open Champion.
- New England Open Champion.
- Ocean States Champion.
- US Open Champion.
- Charlie Lee Nationals Grand Champion.

بالإضافة إلى أنها دخلت موسوعة غينيس للأرقام القياسية أكبر عدد من الركلات في الدقيقة الواحدة.

## الأفلام
- (Blade Runner (Stunt Double: Sylvia Hoeks
- (Star Wars VIII (Stunt Double: Daisy Ridley
- (The Mummy (Stunt Performer)
- (Assassins Creed (Stunt Double: Ariane Labed & Michelle Lin
- (Star Wars Episode VII – The Force Awakens (Stunt Double: Daisy Ridley
- (Exodus Gods & Kings (stunt performer
- (Guardians of the Galaxy (stunt double: Zoe Saldana
- (Thor 2 – The Dark World (stunt double: Jaimie Alexander/Rene Russo
- (Kick Ass 2 (stunt performer
- (World War Z (stunt performer\
- (Wrath of the Titans (stunt double: Lily James – 2012
- John Carter of Mars
- Double Zero
- The Purifiers

## وصلات خارجية
- The Purifiers